# Батлер (округ, Алабама)
Ба́тлер (англ. Butler County) — округ в штате Алабама, США. Население по переписи 2020 года — 19 051 человек. Площадь — 2015 км² (24-е место среди округов штата). Административный центр округа — Гринвилл.
Официально образован в 1819 году. Назван в честь первого поселенца капитана Уильяма Батлера.

## География
По данным Бюро переписи США, общая площадь округа равняется 2015 км², из которых 2012 км² составляет суша и 3 км² — водные объекты (0,15 %).
Расположен на юге Алабамы, в пределах примексиканской низменности. Вулф-Крик, приток реки Алабама, протекает через северо-западную часть округа, в то время как Пантер-Крик, Персиммон-Крик и Пиджен-Крик (все — притоки реки Конику), протекают через его южную часть. Межштатная автомагистраль I-65 является основным путепроводом округа, проходящим с севера на юг, минуя центральную часть. Шоссе  и  также относят к крупным транспортным артериям административной единицы.

### Климат
Для округа характерно долгое жаркое лето, что обусловлено переходом влажного тропического воздуха с простор Мексиканского залива. Зимы прохладные и довольно короткие. Осадки обильные в течение всего года, а длительные засухи редки. Сильные штормы, включая торнадо, характерны для данного региона.
| Показатель              | Янв. | Фев. | Март | Апр. | Май | Июнь | Июль | Авг. | Сен. | Окт. | Нояб. | Дек. | Год  |
| ----------------------- | ---- | ---- | ---- | ---- | --- | ---- | ---- | ---- | ---- | ---- | ----- | ---- | ---- |
| Абсолютный максимум, °C | 23   | 22   | 26   | 28   | 33  | 36   | 36   | 37   | 36   | 31   | 26    | 22   | 30   |
| Средний максимум, °C    | 15   | 17   | 21   | 25   | 29  | 32   | 33   | 33   | 31   | 26   | 20    | 16   | 25   |
| Средняя температура, °C | 9    | 10   | 14   | 18   | 22  | 26   | 27   | 27   | 24   | 19   | 13    | 9    | 18   |
| Средний минимум, °C     | 2    | 4    | 7    | 11   | 15  | 19   | 21   | 20   | 18   | 11   | 6     | 3    | 11   |
| Абсолютный минимум, °C  | −5   | −2   | 3    | 8    | 12  | 17   | 19   | 19   | 15   | 7    | 2     | −2   | 8    |
| Норма осадков, мм       | 128  | 135  | 160  | 122  | 105 | 112  | 146  | 116  | 101  | 65   | 96    | 129  | 1415 |
| Источник: НЦЭИ          |      |      |      |      |     |      |      |      |      |      |       |      |      |

### Полезные ископаемые
Округ богат такими полезными ископаемыми, как железная руда (центральная и северная часть), глина (южная часть), песок (северо-западная и южная часть) и известняк (северо-западная часть).

## История
Образован 13 декабря 1819 года из земель округов Конику и Монро. Назван в честь первого поселенца капитана Уильяма Батлера, ветерана Крикской войны 1813—1814 годов. Первые поселенцы прибыли в округ из Джорджии, Северной и Южной Каролины по федеральной дороге. Заселение здешних земель белыми не понравилось местным индейцам. В марте 1818 года они перешли к активному сопротивлению, совершив ряд убийств с целью изгнать поселенцев. Несколько дней спустя капитан Батлер и несколько его попутчиков были убиты лидером криков Саванной Джеком по дороге в Форт-Бибб. К октябрю 1818 года индейцы покинули территорию округа, тем самым уступив земли поселенцам. По состоянию на 1821 год, поселения были созданы в Форт-Дейле и в окрестностях Гринвилла.
5 мая 1822 года был заложен город Баттсвилл (ныне Гринвилл), в котором впоследствии возвели здание суда, которое сгорело в результате пожара в 1852 году. В 1871 году на том же месте построено новое кирпичное здание.

## Население
По переписи населения 2020 года в округе проживал 19 051 житель. Плотность населения — 9,47 чел. на один квадратный километр. Расовый состав населения: белые — 50,81 %, чёрные или афроамериканцы — 44,03 %, испаноязычные или латиноамериканцы — 1,36 % и представители других рас — 3,8 %. Ожидаемая продолжительность жизни по состоянию на 2019 год составила 74,14 года, детская смертность — 1014,48 на 100 тыс. человек.

## Населённые пункты

### Города
- Гринвилл
- Джорджиана
- Мак-Кензи (частично в округе Конику)

### Неинкорпорированные территории
Невключённые территории округа по данным сайта Геологической службы США.
| - Авант - Батлер-Спрингс - Бикон - Боллинг - Браши-Крик - Гарленд - Гласгоу - Грейс | - Дейзи - Индастри - Ист-Чапмен - Либерти - Маннингхем - Маунт-Морайа - Маунт-Олив - Машвилл | - Мидуэй - Монтерей - Одом-Кросродс - Оки-Стрик - Пиджен-Крик - Провиденс - Реддок-Спрингс - Риджвилл | - Родс - Санд-Кат - Сардис - Сирси - Солтер - Сосер - Спринг-Хилл - Старлингтон | - Уолд - Форест-Хом - Форт-Дейл - Халсо-Милл - Чапмен - Шеклсвилл - Шелл |  |

## Политика

### Орган власти
Округ Батлер управляется специальной комиссией, подконтрольной законодательному собранию штата. Состоит из пяти представителей. Выборы проходят раз в четыре года.
| Представитель     | Округ | Партия | Выборы        | Прим.  | Представитель        | Округ | Партия | Выборы        | Прим.  |
| ----------------- | ----- | ------ | ------------- | ------ | -------------------- | ----- | ------ | ------------- | ------ |
| Джои Пиви         | 1     |        | 5 ноября 2024 | [ 30 ] | Аллин Уиттл          | 4     |        | 5 ноября 2024 | [ 30 ] |
| Джесси Маквильямс | 2     |        | 5 ноября 2024 | [ 30 ] | Аарон Даррел Сандерс | 5     |        | 5 ноября 2024 | [ 30 ] |
| Ребекка Баттс     | 3     |        | 5 ноября 2024 | [ 30 ] |                      |       |        |               | [ 30 ] |

### Президентские выборы
Округ считается оплотом Республиканской партии. По результатам электоральной кампании 2020 года жители округа отдали предпочтение Дональду Трампу.
| Год  | Республиканская | Республиканская | Демократическая | Демократическая | «Третья» | «Третья» |
| Год  | #               | %               | #               | %               | #        | %        |
| ---- | --------------- | --------------- | --------------- | --------------- | -------- | -------- |
| 2020 | 5458            | 57,53           | 3965            | 41,79           | 65       | 0,69     |
| 2016 | 4901            | 56,13           | 3726            | 42,67           | 105      | 1,20     |
| 2012 | 5087            | 53,54           | 4374            | 46,03           | 41       | 0,43     |
| 2008 | 5485            | 56,49           | 4188            | 43,14           | 36       | 0,37     |
| 2004 | 4979            | 59,16           | 3413            | 40,55           | 24       | 0,29     |
| 2000 | 4127            | 52,89           | 3606            | 46,21           | 70       | 0,90     |

## Преступность
В округе наиболее распространенным видом правонарушения является хищение (319 случаев в 2018 году).

## Экономика
В округе развито производство мяса птицы и яиц. В 2017 году округ насчитывал 420 фермерских хозяйств, специализирующихся преимущественно на разведении крупного рогатого скота. Наиболее распространённой сельскохозяйственной культурой являлась озимая пшеница. Ведущей производственной компанией в округе является «Hwashin American Corporation» (специализируется на производстве автомобильных шасси), в которой трудится 750 человек.
В 2021 году средний годичный доход домохозяйства составлял 45 236 долларов, что на 16,09 % ниже среднего уровня по штату и на 35,11 % ниже среднего по стране. Доля домохозяйств с заработком более $100 тысяч — 19,1 %, а менее $15 тысяч — 14,3 %. Доля населения, находящегося за чертой бедности, — 18,2 %. По состоянию на декабрь 2023 года, уровень безработицы в округе составил 2,9 %.

## Образование
Систему образования округа Батлер составляют: начальная школа Палмера (Гринвилл, PK-2), начальная школа Гринвилла (Гринвилл, 3-4), средняя школа Гринвилла (Гринвилл, 5-8), старшая школа Гринвилла (Гринвилл, 9-12), профессиональное училище округа Батлер (Гринвилл, 10-12), школа Джорджианы (Джорджиана, PK-12), а также старшая школа Мак-Кензи (Мак-Кензи, PK-12). В 2021/2022 учебном году в государственных общеобразовательных учреждениях обучались 2927 учащихся, из которых афроамериканцев — 60,1 %, белых — 35,6 % и испаноязычных или латиноамериканцев — 2,0 %. Доля населения с высшим образованием — 14,0 %.

## Достопримечательности
- Гольф-трасса Роберта Трента Джонса на Кембрийском хребте — состоит из трёх больших девятилуночных полей и одного девятилуночного короткого поля[40][41]
- Дом-музей Хэнка Уильямса (1850) — открылся как музей в 1993 году; в нём представлены памятные вещи, фотографии и некоторые личные вещи певца[40][42]
- Парк и кемпинг на озере Шерлинг[40][43]

## Известные уроженцы
- Томас Уоттс (1819—1892) — генеральный прокурор Конфедерации (1862—1863)[44]
- Хэнк Уильямс (1923—1953) – американский кантри-исполнитель[45]